# I Super 4: Belle senza età
I Super 4: Belle senza età è un album pubblicato da I Super 4 nel 1987.

## Tracce

### Lato A
1. Quando, quando, quando
2. Voglio vivere così
3. More (ti guarderò nel cuore)
4. Resta cu'mme
5. In cerca di te (solo me ne vò per la città)

### Lato B
1. Io che non vivo
2. Carina
3. Tu non mi lascerai
4. T'ho voluto bene (non dimenticar che t'ho voluto...)
5. Anima mia